# Kolanowo (Rosja)
Kolanowo (ros. Коляново) – wieś (dieriewnia) w Rosji, w obwodzie iwanowskim, w rejonie iwanowskim. W 2010 liczyła 1175 mieszkańców.